# Meer Campbell
 (août 2018).
Si vous disposez d'ouvrages ou d'articles de référence ou si vous connaissez des sites web de qualité traitant du thème abordé ici, merci de compléter l'article en donnant les références utiles à sa vérifiabilité et en les liant à la section « Notes et références ».
Meer Campbell (ミーア・キャンベル, Mīa Kyanberu?) est un personnage de la série animée japonaise Mobile Suit Gundam SEED Destiny

## Gundam SEED Destiny

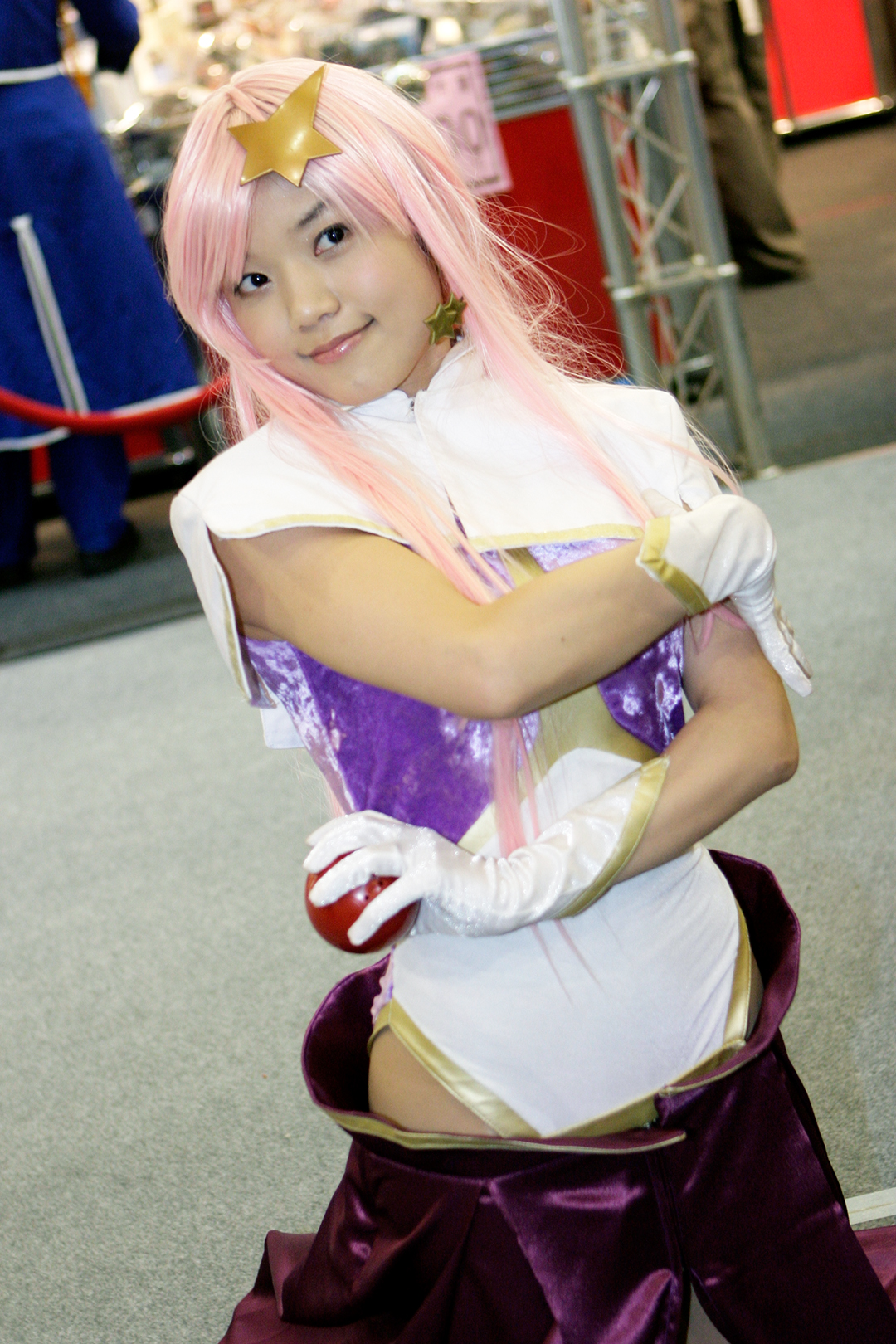
Déguisement amateur de Meer Campbell (en tenue de scène) durant la 2006 Comic Game Toy Fair à Taipei (Taiwan).

### Doublure de Lacus
La particularité majeure de Meer Campbell, c'est qu'elle possède un timbre de voix identique à celui de Lacus Clyne, son idole. De ce fait, on comprendra que les deux personnages soient doublées par la même seiyuu, Rie Tanaka dans la version japonaise et par Chantal Strand dans la version anglaise. Cependant, dans cette deuxième version, c'est la chanteuse Jillian Michaels qui interprète les passages chantés, alors que pour la version japonaise, Rie Tanaka s'occupait seule de cette partie.
Meer est contactée par le Président de PLANT, Gilbert Durandal, qui lui demande d'utiliser la ressemblance de sa voix pour devenir une sorte de double de Lacus, alors dans l'armée ennemie. Meer accepte cette offre et subit ensuite une opération de chirurgie esthétique, afin que son visage devienne lui aussi le double de Lacus. Toutefois, il est possible de les différencier sur le dessin, car Meer arbore une broche à cheveux en forme d'étoile. Pour le reste, leurs personnalités sont diamétralement opposées : Meer a ainsi décidé d'imiter une Lacus telle qu'elle le concevait, en tant que popstar. C'est donc pour cela que ses chansons sont bien plus rythmées et optimistes, avec plus de danse, mais aussi et surtout des tenues beaucoup plus osées, ce que lui reprochent les fans de la chanteuse de PLANT.
Parce que selon lui Lacus possède une plus grande influence sur la population, le président Durandal va se servir de Meer comme source de propagande lors de ses décisions, la faisant régulièrement intervenir, via les panneaux télévisés. Meer croit profondément aux idéaux de Durandal, comme elle le démontrera dans son journal intime. En réalité, Merr croit surtout que se faire passer pour Lacus lui permettra d'être aimée des gens.
Même si très peu de gens sont capables de faire la différence entre Meer et Lacus, Athrun Zala, Kira Yamato et la plupart des autres personnages principaux de l'Alliance des Trois Vaisseaux peuvent dire qu'elle n'est pas la vraie Lacus, d'autant plus que la véritable Lacus Clyne vit avec eux, sur Orb, et plus tard dans l'anime, sur l'Archangel. Dans The Edge, une série de manga présentant l'histoire du point de vue d'Athrun, Gilbert Durandal avoue à Athrun que Meer n'est qu'une doublure de Lacus.

### La fuite
Finalement, l'imposture de Meer est révélée au grand public par Lacus elle-même, lors d'une intervention télévisée, peu après la bataille d'Onogoro. À la suite de cela, Durandal préfère envoyer Meer se cacher à Corpernic, une base lunaire, accompagnée de sa garde-du-corps Sarah. Ironiquement, l'Archangel, après avoir été affecté à la 2e Flotte Galactique d'Orb, se retrouve également sur Copernicus, avec Lacus Clyne. Sarah faire part de leur arrivée à Meer et l'influence sur le fait qu'il serait peut-être judicieux de s'associer à eux. Elle suggère alors que Meer (à qui elle s'adresse comme à la véritable Lacus) fasse quelque chose à ce propos, ce que la jeune fille accepte.
Alors que Kira, Athrun, Lacus et Meyrin Hawke font du shopping en ville, elle envoie son propre Haro rouge porter un message à Lacus, dans lequel elle raconte être menacée de mort. Malgré les réticences d'Athrun et Meyrin qui pense à un piège, Lacus décide de se porter à son secours, puisque Meer l'a appelée à l'aide. Les trois autres accompagnent Lacus à cette rencontre.

### Derniers instants
Meer rencontre le groupe dans un amphithéâtre désert, mais encerclés par des hommes armés, placés en embuscade. Elle est surprise de revoir Athrun, elle qui pensait que le jeune homme avait été abattu après sa défection de ZAFT, et se commence à sombrer dans un délire psychologique : elle refuse de se faire appeler Meer, et clame qu'elle est Lacus Clyne, cependant que la vraie tente de la calmer, en lui disant que même si elles se ressemblent, même si elles ont la même voix, elles sont deux personnes distinctes, avec leurs propres rêves et leurs propres opinions. Désespérée, Meer tente de tuer Lacus dans un coup de folie, mais elle est empêchée en cela par Athrun, qui la fait lâcher son arme en lui tirant dessus.
Pendant ce temps Sarah, placée elle aussi en embuscade, tente de viser Lacus, mais elle est repérée par Torri, l'oiseau mécanique de Kira, qui avertit Athrun du danger. Une fusillade se déclenche, durant laquelle Athrun tue de nombreux hommes armés et blesse grièvement Sarah par l'une de ses propres grenades, que Kira et Meyrin lui ont renvoyée. C'est alors que survient Muu La Fraga, à bord de l'ORB-01 Akatsuki, afin de tous les évacuer. Kira propose alors à Meer de les rejoindre, et elle accepte. Malheureusement, Sarah, dans un dernier sursaut de conscience, fait feu sur Lacus et Meer, pour la protéger, se jette devant elle, se faisant blesser à la place, tandis que Kira et Athrun abatte Sarah.
Avant de mourir, Meer donne à Lacus une photo d'elle-même datant d'avant l'opération de chirurgie esthétique, et la révélant sous son vrai visage. Elle meurt peu de temps après, dans les bras de Lacus, en lui demandant de ne pas l'oublier, elle et sa chanson. Son corps est transporté jusqu'à bord de l'Archangel, où une cérémonie funéraire lui est rendu, en dernier hommage. Pour en connaître plus sur elle, Lacus et les autres n'hésiteront pas à lire son journal intime, qui leur dévoilera toutes les pensées du double qu'elle était…